# Honmei xoco
Honmei xoco (本命チョコ) és un regal de xocolata en la cultura japonesa que solen regalar les dones als homes. Honmei significa "xocolata favorita" i es deriva d'un ritual de festeig. En l'actualitat s'ofereix el dia de Sant Valentí, i es pot dir que és un regal com a mostra d'amor. La xocolata Honmei s'elabora amb un patró de major qualitat (i més car) que el giri xoco ("xocolata per compromís").
És molt popular el honmei xoco elaborat a mà per la propia dona. Aquest oferiment de xocolata posseeix una contrapartida en el White day (dia blanc), celebrat el 14 de març en el qual l'home regala un detall a les dones.